# 三叉牙脂鲤属
三叉牙脂鲤属為輻鰭魚綱脂鯉目脂鯉亞目鮭脂鯉科的其中一属。

## 下属物种
- 淡黑三叉牙脂鯉(Tricuspidalestes caeruleus )

## 扩展阅读
維基物種上的相關：三叉牙脂鲤属